# Kelenkura
Kelenkura ist eine Gattung aus der ausgestorbenen Gruppe der Glyptodontidae. Sie lebte im Oberen Miozän vor zehn bis neun Millionen Jahren im heutigen Südamerika. Fossilnachweise liegen aus zwei Gesteinseinheiten in Argentinien vor. Das Material umfasst mehrere Schädel, einige Elemente des Bewegungsapparates sowie Teile des Rücken- und Schwanzpanzers. Anhand dieser Funde lässt sich ein mittelgroßer Vertreter der Glyptodonten rekonstruieren. Besonders markant ist die Schwanzkeule, die den hinteren Teil des Schwanzes bedeckte. Es handelt sich um den bisher ältesten Nachweis einer vollständigen Schwanzkeule. Die Gattung wurde im Jahr 2022 wissenschaftlich eingeführt. Es ist eine Art anerkannt.

## Merkmale

### Skelettmerkmale
Kelenkura war ein mittelgroßer Vertreter der Glyptodontidae. Überliefert ist die Form über mehrere Schädel, einige Elemente des Bewegungsapparates und Teile des Körper- und Schwanzpanzers. Anhand der Größe des Oberschenkelknochens wird ein Gewicht von rund 160 kg rekonstruiert. Der Schädel besaß eine Länge von 21,1 cm und wurde an den Jochbögen maximal 14,0 cm breit. Er war langgestreckt, deutlicher als dies bei den meisten Glyptodonten bisher beobachtet wurde. Die Streckung betraf vor allem den Bereich des Rostrums. Insgesamt war der Schädel 30 % länger als seine maximale Breite. Die Nasenbeine verliefen eher parallel, so dass das Rostrum in Aufsicht rechteckig wirkte. In Vorderansicht besaß die Nasenöffnung eine Herzform, vergleichbar zu Eosclerocalyptus. Sie zeigte zudem in Seitenansicht nach vorn. In Aufsicht zog der Schädel hinter den Augenhöhlen deutlich ein. Auf dem Schädeldach verlief ein Scheitelkamm, der am Hinterhauptsbein ansetzte und nach vorn bis zur Mitte des Stirnbeins reichte, wo er sich aufteilte. Der Scheitelkamm war aber deutlich schwächer entwickelt als bei Eosclerocalyptus oder Plohophorus. In Seitenansicht saß das Hinterhaupt vergleichsweise hoch im Bezug auf die Gaumenregion. Ähnliches ist teilweise auch von Eosclerocalyptus bekannt. Ebenso stieg bei Kelenkura der Jochbogen nach hinten an, war aber eher grazil geformt. Der für die Glyptodonten markante abwärts gerichtete Fortsatz am Jochbogen war länger als bei Eosclerocalyptus und entsprach in etwa dem bei Plohophorus und Pseudoplohophorus. Am vorderen Jochbogenansatz öffnete sich das Foramen infraorbitale.
Das Gebiss bestand bei Kelenkura aus den für die Glyptodonten typischen acht molarenartigen Zähnen je Kieferbogen. Sie besaßen mit Ausnahme des ersten und des letzten einen charakteristisch dreilappigen Umriss und nahmen von vorn nach hinten an Größe zu. Die Länge der Zahnreihe betrug 12,1 cm.
Vom postcranialen Skelett sind neben einigen Zehengliedern lediglich ein unteres Gelenkfragment des Oberarmknochens und ein weitgehend vollständiger Oberschenkelknochen dokumentiert. Mehr oder weniger sichere Aussagen lässt letzterer zu. Seine Länge betrug 29,5 cm. Der Gelenkkopf war proportional größer als bei Parapropalaehoplophorus und bei Eosclerocalyptus. Der kleine Rollhügel saß unterhalb des Kopfes und dehnte sich bis zur Schaftmitte aus. Der große Rollhügel wiederum überragte den Kopf, ähnlich wie bei Parapropalaehoplophorus, aber abweichend zu Eosclerocalyptus. Unterhalb der Schaftmitte kragte der dritte Rollhügel seitlich aus. Er war grazil und in Seitenansicht dreieckig geformt. Eine vergleichbare Form wies er bei Parapropalaehoplophorus und bei Propalaehoplophorus auf, bei Eosclerocalyptus und bei Neosclerocalyptus zeigte er sich robust und rechteckig. Am unteren Gelenkende waren beide Gelenkrollen ähnlich groß und in gleicher Ebene positioniert.

### Rücken- und Schwanzpanzer
Der Rückenpanzer war wie bei fast allen Glyptodonten ein starres Konstrukt, das sich aus einzelnen Knochenplättchen oder Osteodermen zusammensetzte. Er wurde 91 cm lang und wölbte sich deutlich auf, nicht so auffallend wie bei Glyptodon, aber markanter als bei Eosclerocalyptus. Insgesamt bestand er aus 35 quer orientierten Reihen aus Osteodermen. Das ist mehr als die 24 bei Propalaehoplophorus, allerdings wiederum weniger als die 45 bis 50 bei Eosclerocalyptus und Neosclerocalyptus. Generell waren die Knochenplättchen von fünfeckiger Gestalt und nahmen an Größe vom vorderen zum mittleren und hinteren Panzerabschnitt zu. Ihre äußere Oberfläche trug eine rosettenartige Ornamentur mit einer zentralen größeren Musterung und radial darum angeordneten kleineren Figuren. Die zentrale Musterung hatte eine rundliche Form, weniger eine eckige wie bei Glyptodon und dessen unmittelbaren Verwandten. Im vorderen Panzerabschnitt war das zentrale Element kleiner und wurde von acht bis neun peripheren Mustern in einer Reihe umgeben. Zum zentralen Panzerbereich erhöhte sich die Anzahl der randlichen Ornamente auf neun bis elf, während die zentrale Musterung kleiner wurde. Im Unterschied dazu begleiteten das zentrale Element im hinteren Panzerabschnitt häufig nur zwei bis fünf periphere Muster, die lediglich am vorderen Rand lagen.
Die vordere Schwanzpanzerung bestand aus einzelnen Ringen, wiederum zusammengesetzt aus Osteodermen. Diese bildeten an jedem Ring zwei Reihen aus. In der vorderen Reihe hatten die Knochenplättchen eine rechteckige Gestalt. Das vordere Drittel fungierte als Gelenkfläche zum voranliegenden Ring. Im mittleren Abschnitt waren kleine Öffnungen ausgebildet, das hintere Drittel zeigte eine Ornamentierung vergleichbar der Plättchen des hinteren Rückenpanzers. Die Osteoderme der hinteren Reihe waren fünfeckig und stimmten ansonsten mit dem hinteren Drittel der Stücke der vorderen Reihe überein. Dahinter schloss sich die Schwanzkeule an, die 30,5 bis 41,2 cm lang wurde und maximal 7,3 bis 9,6 cm im Durchmesser erreichte. Sie hatte eine insgesamt konische Gestalt mit glatten Seitenflächen und spitzem Ende, abweichend von Doedicurus und Eleutherocercus mit ihrer keulenartigen Verdickung. Die einzelnen Osteoderme ähnelten in ihren Musterungen weitgehend denen des Rückenpanzers. Allerdings traten randliche Muster insgesamt seltener auf. Der vordere Abschnitt der Schwanzkeule zeigte noch eine ringartige Anordnung der Knochenplättchen. Im hinteren waren sie mehr oder weniger vollständig miteinander verwachsen.

## Fossilfunde
Das für Kelenkura bedeutendste Fundmaterial kam aus der Arroyo-Chasicó-Formation zum Vorschein. Die Gesteinseinheit ist im Tal des Arroyo Chasicó im Süden der argentinischen Provinz Buenos Aires aufgeschlossen. Es handelt sich hierbei um eine der klassischen Fossillagerstätten Südamerikas. Sie stand Pate für die Bezeichnung der Stufe des Chasicoum in der lokalen Biostratigraphie. Diese wiederum entspricht weitgehend dem Oberen Miozän. Die Arroyo-Chasicó-Formation umfasst eine mehrere Dutzend Meter mächtige Sedimentabfolge. Üblicherweise wird sie in zwei Abschnitte gegliedert mit dem Vivero-Schichtglied im Liegenden und dem Las-Barrancas-Schichtglied im Hangenden. Ersteres besteht aus 2 bis 3 m mächtigen Schlufflagen, letzteres aus bis zu 40 m mächtigen, stärker sandigen Komponenten. Allerdings zeigen Analysen aus dem Jahr 2007 eine mögliche Differenzierung in drei Sedimentationszyklen auf, was der häufig referenzierten Gliederung in zwei Abschnitte gegenübersteht. Jeder der drei Zyklen bildete sich unter fluviatilen Bedingungen eines mäßig starken Fließgewässers mit sukzessive abnehmender Fließkraft. Einzelne radiometrische Datierungen geben dem unteren Abschnitt der Arroyo-Chasicó-Formation ein Alter von rund 9,2 Millionen Jahren. Das Ergebnis ist kongruent zu paläomagnetischen Messungen, nach denen die ersten beiden Sedimentationszyklen in einen Zeitraum von vor 9,4 bis 9,1 Millionen Jahren vor heute entstanden. Die Ablagerung des jüngsten Zyklus fand dann wahrscheinlich vor rund 8,7 Millionen Jahren ihren Abschluss. Das Typusmaterial von Kelenkura in Form eines Schädels, mehrerer Gliedmaßenreste wie Oberarm- und Oberschenkelknochen sowie Phalangen, aber auch eines vollständigen Rückenpanzers und einer Schwanzkeule entstammt der Fundstelle Epu Leufú rund 20 km südwestlich der Berraondo-Bahnstation, die wiederum 42 km westlich von Bahía Blanca liegt. Darüber hinaus enthält die Arroyo-Chasicó-Formation zahlreiche weitere Reste von Glyptodonten, die sich auf verschiedene Fundstellen am Unterlauf des namengebenden Flusses verteilen. Sie können aufgrund ihrer fragmentierten Erhaltung aber nicht immer eindeutig zugeordnet werden. Andere Gepanzerte Nebengelenktiere sind mit Chlamydophractus, Chasicotatus und Vetelia vertreten, die zu den Gürteltieren gestellt werden können.
Neben diesem Material sind noch ein Schädel und eine Schwanzkeule aus der Loma-de-Las-Tapias-Formation in der argentinischen Provinz San Juan beschrieben worden. Hier traten sie aus dem Limolita-la-Colmena-Schichtglied zu Tage, das überwiegend aus schluffigen und sandigen Sedimenten besteht, unterbrochen durch Muddelagen. Das Alter entspricht dem der Arroyo-Chasicó-Formation.

## Systematik
Kelenkura ist eine Gattung aus der ausgestorbenen Familie der Glyptodontidae. Die Glyptodontidae wiederum gehören zur Ordnung der Gepanzerten Nebengelenktiere (Cingulata), die einen Teil der Überordnung der Nebengelenktiere (Xenarthra) bilden. Innerhalb der Gepanzerten Nebengelenktiere besteht eine engere Verwandtschaft der Glyptodonten zu den Pampatheriidae und zu den Gürteltieren (Dasypoda). Letztere Beziehung ließ sich auch mit Hilfe von molekulargenetischen Untersuchungen belegen.
Die innere Gliederung der Glyptodonten ist komplex und noch nicht vollständig geklärt. Ursprünglich wurden mehrere Unterfamilien unterschieden, die aber in einigen Fällen keine in sich geschlossene Gruppe bilden. Einige modernere phylogenetische Analysen differenzieren zwischen einer „nördlichen“ und „südlichen Klade“. Beide unterscheiden sich unter anderem in der Panzergestaltung. In der „nördlichen Klade“ fehlt eine komplexe Schwanzpanzerung, in der „südlichen“ formte sich eine teils massive Schwanzkeule heraus. Durch ihre deutliche Schwanzkeule steht die Gattung Kelenkura innerhalb letzterer und nimmt hier eine relativ basale Position ein. Grund dafür ist die im Vergleich zu stammesgeschichtlich jüngeren Formen wie Panochthus und Doedicurus noch recht einfache Gestaltung der Schwanzkeule. Gegenüber älteren Vertretern wie Cochlops mit ihren nur teils ausgeprägten Schwanzkeulen ist die von Kelenkura schon deutlich weiter entwickelt. Es handelt sich bei Kelenkura um den bisher stammesgeschichtlich ältesten Nachweis einer vollständig ausgeprägten Schwanzkeule.
Die wissenschaftliche Erstbeschreibung von Kelenkura erbrachte ein Wissenschaftlerteam um Daniel Barasoain im Jahr 2022. Die Einführung des neuen Taxons beruft sich dabei auf das Fundmaterial aus der Arroyo-Chasicó-Formation und der Loma-de-Las-Tapias-Formation, beide in Argentinien gelegen und dem Oberen Miozän zuordbar. Erstere Gesteinseinheit stellt die Typuslokalität dar. Der Holotyp (Exemplarnummer: PV-UNS-260) umfasst einen Schädel, verschiedene Gliedmaßenreste und Teile der Rücken- und Schwanzpanzerung. Das Material war bereits im Jahr 2007 genauer vorgestellt, damals aber der Gattung Eosclerocalyptus zugewiesen worden. Der Gattungsname Kelenkura setzt sich aus den Mapudungun-Wörtern këlen für „Schwanz“ und kura für „Felsen“ oder „Stein“ zusammen. Er verweist damit auf die vollständige Ausprägung einer Schwanzkeule bei dem Vertreter der Glyptodonten. Gemeinsam mit der Gattung wurde die Art K. castroi eingeführt. Das Artepitheton ehrt M. Castro, der einen der am besten erhaltenen Schädel geborgen hatte, gefunden in der Loma-de-Las-Tapias-Formation.